# Walser Rettung

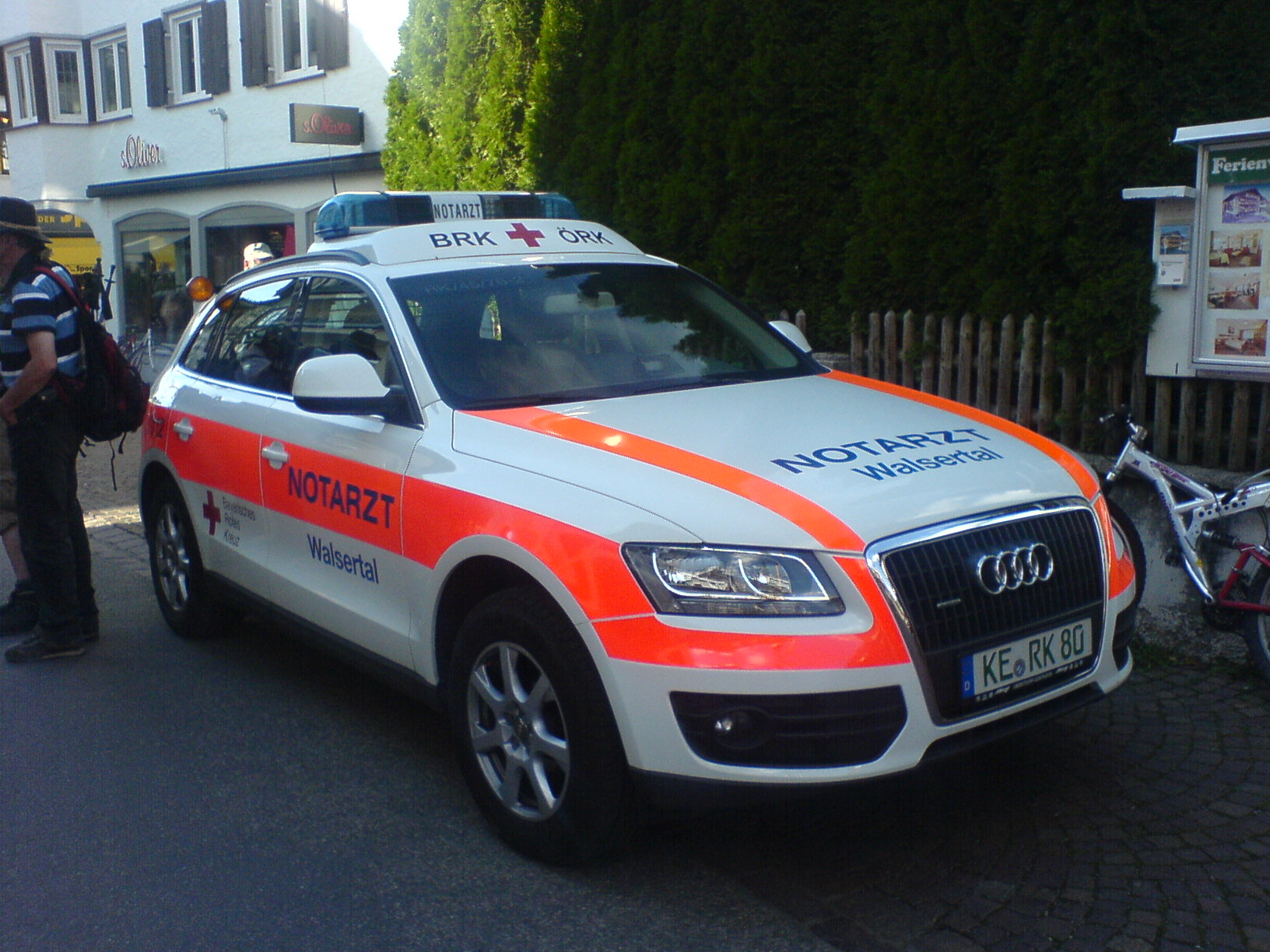
Notarzteinsatzfahrzeug der Walser Rettung. Halter des Fahrzeugs ist das Bayerische Rote Kreuz, wie man am Kennzeichen erkennen kann.

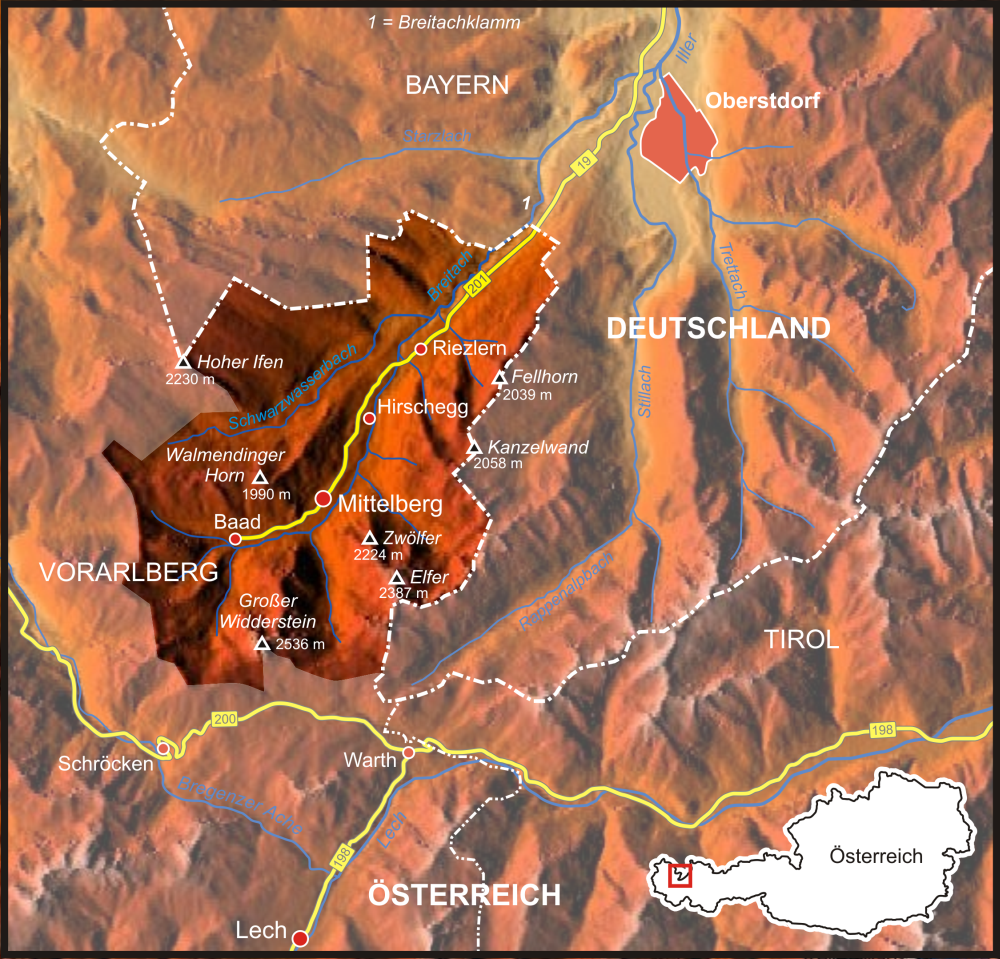
Das Tal ist nur über das bayerische Oberstdorf zu erreichen. Deswegen rettet das Bayerische Rote Kreuz in Österreich

Die Walser Rettung ist eine Rettungsdienst-Organisation im österreichischen Bundesland Vorarlberg. Die Organisation ist für die Sicherheit im Kleinwalsertal zuständig. Aufgrund der schwierigen geographischen Lage des Tals, es ist nur von Oberstdorf aus zu erreichen, wird der Rettungsdienst nicht vom Österreichischen Roten Kreuz, sondern vom Bayerischen Roten Kreuz durchgeführt, besonders weil das Tal über kein eigenes Krankenhaus verfügt. Bei der Walser Rettung handelt es sich um eine Kooperation der beiden Hilfsorganisationen. Die Walser Rettung betreibt einen Rettungswagen und ein Notarzteinsatzfahrzeug im Regelrettungsdienst. Ein weiterer Rettungswagen wird von der ehrenamtlichen Rufbereitschaft der Organisation besetzt. Die Fahrzeuge und das hauptamtliche Personal wird vom Kreisverband Oberallgäu des Bayerischen Roten Kreuzes gestellt. Alarmiert wird der Rettungsdienst durch die Rettungs- und Feuerwehrleitstelle Vorarlberg in Feldkirch über den Sanitäts-Notruf 144. Gegründet wurde die Walser Rettung im Dezember 1995 vom Bayerischen Roten Kreuz, vom Österreichischen Roten Kreuz und der Vorarlberger Gemeinde Mittelberg. Seit 2011 befindet sich die Rettungswache der Organisation in Riezlern.